# Vatten till salu
Vatten till salu: Hur företag och marknad kan lösa världens vattenkris är en bok av Fredrik Segerfeldt som gavs ut 2003 på Timbro förlag. Boken översatts till engelska (utgiven av libertarianska tankesmedjan Cato Institute), italienska och spanska.
Boken argumenterar för att avreglera vattenmarknaderna och privatisera de offentliga vattenbolagen, särskilt i fattiga länder. Huvudproblemet för denna bok är att en miljard människor saknar tillgång till rent vatten. Författaren går igenom flera olika fattiga länder som har privatiserat sin vattendistribitution och menar att i de flesta sådana fall har fler fått tillgång till vatten och priserna har sjunkit i vissa fall. I de fall där vattenprivatiseringen misslyckats på olika sätt argumenterar Segerfeldt för att det berott på hur privatiseringen sköttes av myndigheterna.

## Mottagande
En recension i regleringsförespråkande Public Citizen var kritisk: "Mr. Segerfeldt says that corporations will invest in infrastructure. However, contrary to the rhetoric, this is not happening. Many of the failed privatizations are marked by the corporation’s failure to invest in infrastructure." 
Jay Lehr recenserade boken positivt i Environment & Climate News, utgiven av avregleringsförespråkande tankesmedjan The Heartland Institute. Han anser att fallstudierna i boken visar att Segerfeldt har rätt och instämmer i argumenationen kring att subventionerade vattenpriser leder till slöseri. Även libertarianska tidskriften Reason var positiv.